# Sateliții naturali ai lui Haumea

Animație cu Haumea și sateliții săi, fotografiați de Hubble în 2008. Hiʻiaka este obiectul mai luminos din jurul lui Haumea (în centru), iar Namaka este obiectul mai slab dedesubt.

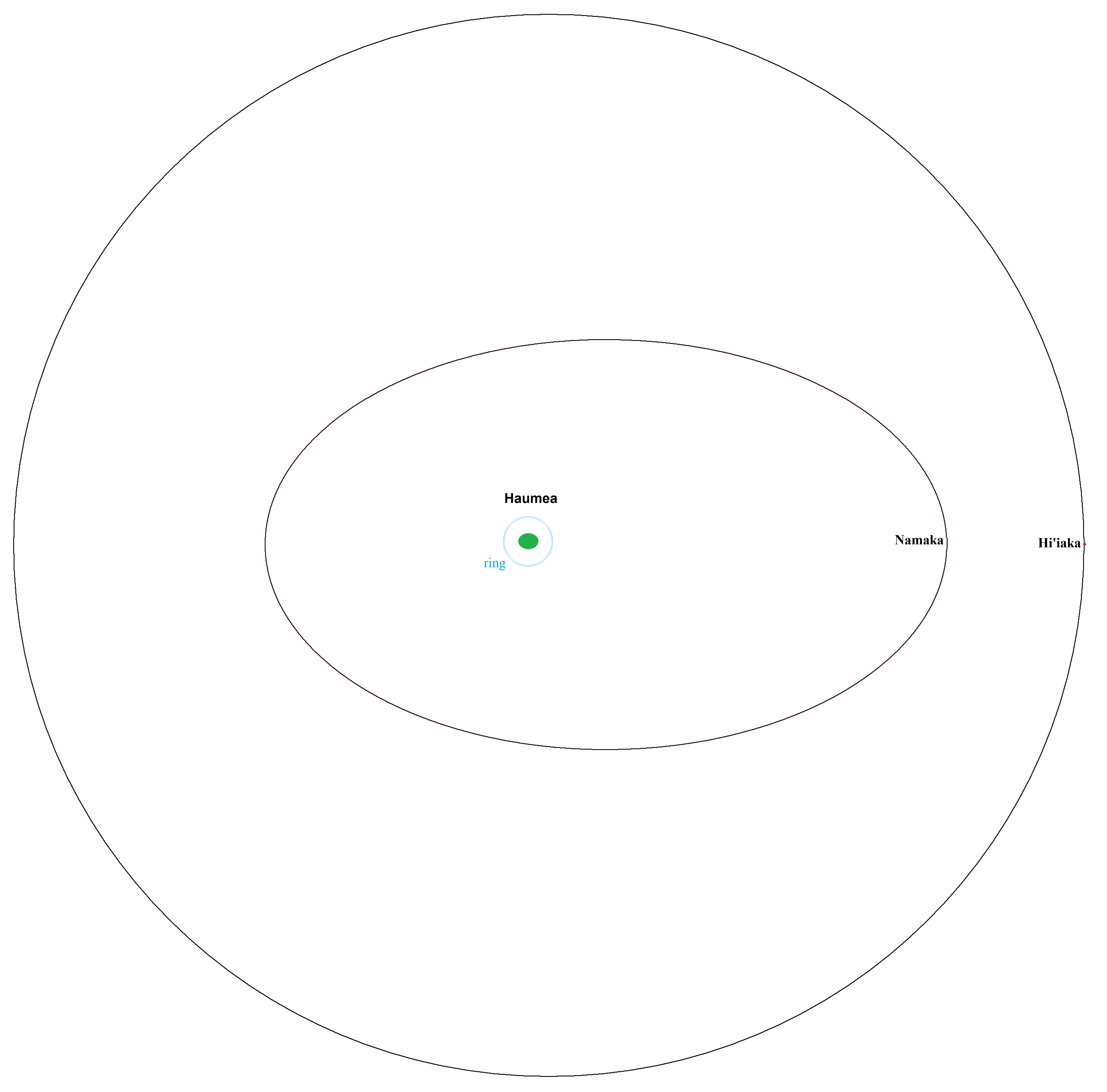
Diagrama la scară cu Haumea, inelul și orbitele celor doi sateliți ai săi

Planetoidul exterior al Sistemului Solar Haumea are doi sateliți cunoscuți, Hiʻiaka și Namaka, numite după zeițe hawaiiene. Acești sateliți mici au fost descoperiți în 2005, din observațiile lui Haumea făcute la telescoapele mari ale Observatorului W. M. Keck din Hawaii.
Sateliții lui Haumea sunt neobișnuiți în mai multe moduri. Se crede că fac parte din familia sa extinsă colizională, care s-a format cu miliarde de ani în urmă din resturi de gheață, după ce un impact mare a perturbat mantaua de gheață a lui Haumea. Hiʻiaka, satelitul mai mare, cel mai exterior, are cantități mari de gheață de apă pură pe suprafața sa, ceea ce este rar printre obiectele din centura Kuiper. Namaka, aproximativ o zecime din masă, are o orbită cu o dinamică surprinzătoare: este neobișnuit de excentrică și pare să fie foarte influențată de satelitul mai mare.

## Istorie
Doi sateliți mici au fost descoperiți în jurul Haumea (care la acea vreme încă era desemnat 2003 EL 61) prin observații folosind Observatorul W. M. Keck de către o echipă Caltech în 2005. Cel exterior și cel mai mare dintre cei doi sateliți a fost descoperit pe 26 ianuarie 2005  și a fost desemnat oficial S/2005 (2003 EL 61) 1, deși poreclit „Rudolph” de către echipa Caltech.  Satelitul mai mic, interior al lui Haumea a fost descoperit pe 30 iunie 2005, denumit oficial S/2005 (2003 EL 61) 2 și poreclit „Blitzen”.  Pe 7 septembrie 2006, ambii sateliți au fost numerotați și admiși în catalogul oficial al planetelor minore ca (136108) 2003 EL 61 I și, respectiv, II.
Numele permanente ale acestor sateliți au fost anunțate, împreună cu cel al lui 2003 EL 61, de către Uniunea Astronomică Internațională pe 17 septembrie 2008: (136108) Haumea I Hiʻiaka și (136108) Haumea II Namaka.  Fiecare satelit a fost numit după o fiică a lui Haumea, zeița hawaiiană a fertilității și a nașterii. Hiʻiaka este zeița dansului și patroana insulei mari din Hawaii, unde se află Observatorul Mauna Kea.  Nāmaka este zeița apei și a mării; ea a răcit lava surorii ei Pele în timp ce se scurgea în mare, transformând-o în pământ nou.
În legenda ei, mulți copii ai Haumeei proveneau din diferite părți ale corpului ei.  Planeta pitică Haumea pare să fie făcută aproape în întregime din rocă, cu doar un strat superficial de gheață; Se crede că cea mai mare parte a mantalei originale de gheață a fost distrusă de impactul care i-a dat lui Haumea în viteza sa mare de rotație actuală, unde materialul s-a format în micile obiecte din centura Kuiper din familia de colizională Haumea. Prin urmare, ar putea exista alți sateliți exteriori, mai mici decât Namaka, care nu au fost încă detectați. Cu toate acestea, observațiile HST au confirmat că nu există alți sateliți mai strălucitori de 0,25% din luminozitatea lui Haumea în cea mai apropiată zecime a distanței (0,1% din volum), unde ar putea fi reținute de influența gravitațională a lui Haumea (sfera Hill).  Acest lucru face puțin probabil să mai existe alții.

## Proprietăți ale suprafeței
Hiʻiaka este cel exterior și, la aproximativ 310 km în diametru, cel mai mare și mai strălucitor dintre cei doi sateliți. Caracteristicile puternice de absorbție observate la 1,5, 1,65 și 2 µm în spectrul său infraroșu sunt în concordanță cu gheața de apă cristalină aproape pură care acoperă o mare parte a suprafeței sale. Spectrul neobișnuit și asemănarea sa cu liniile de absorbție din spectrul lui Haumea, i-au determinat pe Brown și colegii să tragă concluzia că este puțin probabil ca sistemul de sateliți să fi fost format prin captarea gravitațională a obiectelor care trec prin centura Kuiper pe orbită în jurul planetei pitice: în schimb sateliții Haumeeni trebuie să fie fragmente din Haumea însăși. 
Dimensiunile ambilor sateliți sunt calculate presupunând că au același albedo în infraroșu ca Haumea, ceea ce este rezonabil deoarece spectrele lor arată că au aceeași compoziție a suprafeței. Albedo-ul lui Haumea a fost măsurat de Telescopul Spațial Spitzer: de la telescoapele de la sol, sateliții sunt prea mici și apropiați de Haumea pentru a fi văzuți independent.  Pe baza acestui albedo comun, satelitul interior, Namaka, care are o zecime din masa lui Hiʻiaka, ar fi de aproximativ 170 km în diametru.
Telescopul spațial Hubble (HST) are o rezoluție unghiulară adecvată pentru a separa lumina de la sateliți de cea a lui Haumea. Fotometria sistemului triplu Haumea cu camera NICMOS de la HST a confirmat că linia spectrală la 1,6 µm care indică prezența gheții de apă este cel puțin la fel de puternică în spectrul satelitului ca și în spectrul lui Haumea.
Sateliții lui Haumea sunt prea slabi pentru a fi detectați cu telescoape mai mici de aproximativ 2 metri în apertură, deși Haumea în sine are o magnitudine vizuală de 17,5, făcându-l al treilea cel mai strălucitor obiect din centura Kuiper după Pluto și Makemake și ușor de observat cu un telescop mare amator.

## Caracteristici orbitale
Hiʻiaka o orbitează pe Haumea aproape circular la fiecare 49 zile. Namaka o orbitează pe Haumea în 18 zile pe o orbită moderat eliptică, non-kepleriană, iar din 2008 era înclinată cu 13° față de Hiʻiaka, care îi perturbă orbita.  Deoarece impactul care a creat sateliții lui Haumea se crede că a avut loc în istoria timpurie a Sistemului Solar , în următoarele miliarde de ani, ar fi trebuit să fie amortizat pe o orbită mai circulară. Orbita lui Namaka a fost probabil perturbată de rezonanțe orbitale cu Hiʻiaka, mai masivă din cauza orbitelor convergente, pe măsură ce s-au deplasat spre exterior de la Haumea din cauza disipării mareice.  Este posibil să fi fost prinși și apoi să fi scăpat dintr-o rezonanța orbitală de mai multe ori; în prezent sunt într-o rezonanță de 8:3 sau cel puțin aproape de aceasta.  Această rezonanță perturbă puternic orbita lui Namaka, care are o precesie actuală a argumentului său de periapsis cu aproximativ -6,5° pe an, o perioadă de precesie de 55 de ani. 

În prezent, orbitele satelților Haumeeni apar aproape exact pe muchie de pe Pământ, Namaka ocultând-o periodic pe Haumea din 2009 până în 2011.   Observarea unor astfel de tranzite ar oferi informații precise cu privire la dimensiunea și forma lui Haumea și a sateliților săi, așa cum sa întâmplat la sfârșitul anilor 1980 cu Pluto și Charon.  Mica schimbare a luminozității sistemului în timpul acestor ocultări a necesitat cel puțin un telescop profesional cu deschidere medie pentru detectare.  Hiʻiaka a ocultat-o pe Haumea ultima dată în 1999, cu câțiva ani înainte de descoperirea sa, și nu va mai face acest lucru timp de aproximativ 130 de ani.  Cu toate acestea, într-o situație unică printre sateliții regulați, cuplul mare al orbitei lui Namaka de către Hiʻiaka a păstrat unghiul de vizualizare al tranzitelor Namaka-Haumea încă câțiva ani. 
| Ordine | Nume (pronunție) | Nume (pronunție) | Nume (pronunție) | Diametru mediu (km) | Masă (×1021 kg)                   | Semiaxă mare (km) | Perioadă orbitală (zile) | Excentricitate  | Înclinație(°)                                   | Data descoperirii |
| ------ | ---------------- | ---------------- | ---------------- | ------------------- | --------------------------------- | ----------------- | ------------------------ | --------------- | ----------------------------------------------- | ----------------- |
| 0      | (inel)           | (inel)           | (inel)           | ≈ 70                |                                   | 2285±8            | 0.489438±0.000012        |                 | ≈ 0                                             | ianuarie 2017     |
| 1      | Haumea II        | Namaka           | /na'ma.ka/       | ~170?               | 0,00179 ± 0,00148 (~0,05% Haumea) | 25657 ± 91        | 18,2783 ± 0,0076         | 0,249 ± 0,015   | 113,013 ± 0,075 (13,41 ± 0,08° față de Hiʻiaka) | iunie 2005        |
| 2      | Haumea I         | Hiʻiaka          | /hi.ʔi'a.ka/     | ~310                | 0,0179 ± 0,0011 (~0,5% Haumea)    | 49880 ± 198       | 49,462 ± 0,083           | 0,0513 ± 0,0078 | 126,356 ± 0,064°                                | ianuarie 2005     |